# Banksia burdettii
Banksia burdettii är en tvåhjärtbladig växtart som beskrevs av F. G. Baker. Banksia burdettii ingår i släktet Banksia och familjen Proteaceae. Inga underarter finns listade i Catalogue of Life.